# 苏联内卫军
苏联内卫军（俄语：Внутренние войска СССР）的全称为苏联内务部内卫军（俄语：Внутренние войска МВД СССР，缩写为）是苏联负责保卫国内主要目标、维护国内公共秩序的部队。

## 历史

### 内战时期
1917年11月7日，俄国爆发十月革命，布尔什维克夺取政权，布尔什维克急需解决内部安全问题。需要建立能够既镇压反共运动，又能反犯罪的政府机构。
1918年1月至3月期间，苏维埃俄国组建了第一批隶属于全俄肃清反革命及怠工非常委员会（契卡，VChK）的军队。
1918年3月，契卡将中央层次和各省的契卡的所有武装组织合并为“契卡战斗部队”。同时，苏维埃俄国也着手改革押送犯人的警卫工作，1918年4月20日，苏维埃俄国陆军人民委员部颁布命令，重新组织此前存在的看守犯人部队，设立了隶属于苏维埃俄国司法人民委员部的看守犯人部队的总监察机构。
1918年6月13日，契卡决定将莫斯科及各省的所有的契卡掌握的武装队伍统一为“契卡部队”，并在莫斯科设立指挥部。
1919年5月28日，工农国防委员会发布《辅助部队法令》，在“契卡部队”的基础上成立共和国内部保卫部队（VOHR），该部队包括所有由经济部门（如粮食人民委员部）控制的辅助部队。同一决议中，契卡部队（VChK部队）指挥部更名为共和国内部保卫部队（VOHR部队）指挥部，并于6月更名为共和国内部保卫部队总局。此外，还根据区域职责划分了共和国内部保卫部队的部门，如莫斯科、库尔斯克、彼得格勒、东部和基辅部门。
1920年9月1日，劳动与国防委员会通过了组建内部勤务部队（VNUS）的法令。内部勤务部队包括共和国内部保卫部队、警卫部队、铁路防卫部队、铁路警察以及水上警察。
1920年9月17日，劳动与国防委员会发布法令，将契卡的所有工作人员的地位等同于红军的军人。
1921年1月19日，所有隶属于“契卡部队”的军队被改编为一个特殊军种——“契卡军”（俄语：войска ВЧК）。
1922年2月6日，全俄中央执行委员会废除了契卡，取而代之的是隶属于内务人民委员部的国家政治保卫局.。
1922年3月1日，国家政治保卫局局长发布命令，将契卡军改组为国家政治保卫局部队。
1922年3月27日，劳动与国防委员会决定将边防军和看守犯人部队纳入国家政治保卫局部队。

### 苏联成立到二战
1923年11月15日，国家政治保卫局被改组为国家政治保卫总局。
1923年，由于内战结束，苏联着手解决犯罪和保护国家边界的问题。
1924年7月，看守犯人的工作从国家政治保卫总局移交至各加盟共和国的内务人民委员部。
1924年8月29日，劳动与国防委员会发布法令，宣布在苏联范围内组建看守犯人的部队，并在莫斯科设立看守犯人部队中央管理局。根据法令，看守犯人部队被确立为一个独立的兵种。
在中亚和哈萨克地区，看守犯人部队（也常被称为国家政治保卫总局部队）长期参与与巴斯玛奇运动的斗争，同时与边防军和红军协同作战。
1925年10月30日，苏联中央执行委员会和苏联人民委员会通过法令，成立苏联看守犯人部队中央管理局，直接隶属于苏联人民委员会。看守犯人部队的人员编制和物资供应由陆海军人民委员部负责。看守犯人部队的组织结构被整合到红军的军队结构中，包括排、连、营和团。这种组织形式下，看守犯人部队被分为2个师和6个独立旅，总人数为14,802人。
1926年11月6日，国家政治保卫总局命令成立苏联国家政治保卫总局边防和部队总局，直接领导所有部队。
1931年12月1日，国家政治保卫总局决定管辖所有工业企业的部门化警卫工作。计划通过警察和新组建的国家政治保卫总局部队承担重点设施的保护任务，并在1932年前逐步废除部门化武装警卫。
1931年12月4日，苏联人民委员会下令国家政治保卫总局部队负责铁路设施的保卫与防卫。铁道人民委员部的警卫队被改组为军事单位，负责铁路设施的安全保障。数千名警卫队的培训人员被加入了国家政治保卫总局，其中一些担任指挥员职务。
1934年7月10日，苏联中央执行委员会发布决议，成立全联盟内务人民委员部。同一决议中，国家政治保卫总局的部队被划分为边防军和内卫军。
随着苏联开展清算富农和集体化政策，全国范围内出现了动乱甚至是武装起义，这增加了负责押送、看守犯人的内卫军的压力。为此，1934年8月，看守犯人的内卫军的人员编制增加了2万人。
在此期间，看守犯人的内卫军的师一级的管理机构设在莫斯科、哈尔科夫、萨马拉和新西伯利亚。此外，独立看守犯人的旅的管理机构设在罗斯托夫、列宁格勒和塔什干。
1935年10月16日，苏联中央执行委员会和苏联人民委员会通过条例，规定了边防军和内卫军的指挥和管理人员的服役规则。根据条例，所有边防军和内卫军的军人被划分为指挥和管理人员，并确立了军衔制度。
1937年，内务人民委员部边防和内卫总局（GUPO NKVD）更名为内务人民委员部边防军与内卫军总局（GUPVV）。
1938年4月20日，内卫军的总人数被确定为28,800人，包括看守犯人的军事单位。
1939年2月2日，苏联在内务人民委员部边防军与内卫军总局内设立了6个独立部门：
- 边防军总局
- 铁路设施警卫总局
- 重点工业企业警卫总局
- 看守犯人部队总局
- 军事保障总局
- 军事建筑总局

1939年9月1日，苏联通过的《全民服役义务法》首次明确规定，苏联内卫军是苏联武装力量的组成部分。
1939年11月20日，内务人民委员部发布《内务人民委员部看守犯人部队条例》，规定押送在押人员的任务及对特定监狱的外部保卫方式，同时明确了战时内卫军的任务，包括看守敌国战俘。
1941年3月4日，苏联内务人民委员部成立了作战部队管理局。
在1923年--1941年，苏联内卫军负责保卫135处国家重要设施，还负责156个司法机构的押送任务，并在176条铁路线路上值守。至1940年1月1日，看守犯人部队的总数已达34,295人（包括1个师、9个旅、2个独立团及2所初级指挥官学校）。
1941年，苏联内务人民委员部看守犯人部队管理局被解散，被并入内卫军管理局。其主要任务包括参与作战、保卫战俘接收点、护卫运输列车及押送囚犯等。

### 二战

#### 与外国作战
1939年——1940年的苏芬战争，苏联内卫军有7个团和1个预备役团参战。
苏德战争爆发后，1941年6月29日苏联国防委员会签发《关于组建由内务人民委员会成员组成的步兵和摩托化师的命令》，立即组建15个内务军的师，其中包含10个步兵师和5个摩托化步兵师，第243，244，246，247，249，250，251，252，254，256，257，259，262，265和268师。步兵第243、第251师编入第30集团军；步兵第244、第246、第247、第249师组成了第31集团军，参加了斯摩棱斯克战役和莫斯科保卫战。根据1942年1月4日国防委员会第1009号命令，内务人民委员部于1942年1月5日颁布第0021部务令，组建了一批内务部队的步兵师、奥尔忠尼奇则师和格罗兹内师以及近百个独立步兵营、连和排，部分情况如下：
- 在季赫温组建了内务第5师
- 在加里宁组建了内务第6师
- 在图拉组建了内务摩托化第7师
- 在沃罗涅日组建了内务摩托化第8师
- 在罗斯托夫组建了内务摩托化第9师
- 在斯大林格勒组建了内务第10师
- 在克拉斯诺达尔组建了内务第11师
- 在萨拉托夫组建了内务第12师。
- 在沃罗涅日从内务摩托化第8师分编出内务摩托化第13师

1942年4月，苏联内卫军组建了8个步兵旅，1个内务步兵团和3个独立内务营，共44000人。
斯大林格勒会战中，A·A·沙拉夫上校指挥的内卫军第10师遭受了90%的伤亡，该部队因其作战英勇而被授予了列宁勋章。1942年底，由后贝加尔边防军区、哈巴罗夫斯克边防军区、中亚边防军区和内务军的军人在西伯利亚组建了诸兵种合成第70集团军，1943年2月1日列入红军序列，第70集团军被编入顿河方面军（随后改称中央方面军）。参加了1943年库尔斯克会战（坚守库尔斯克突出部西北侧），增编了得到了步兵第19、第28师，随后又增编坦克第19团，步兵第132、第211、第280师，近卫炮兵第1师和数个独立工程和航空兵分队的加强。随后参加了奥廖尔进攻战役，解放了特罗斯纳、克罗梅、德米特罗夫斯克-奥尔洛夫斯基。1944年2月下旬编入白俄罗斯方面军，部署在西乌克兰的科韋利附近。
1944年6月-7月，第70集团军参加了卢布林–布列斯特进攻战役。1944年11月19日编入白俄罗斯第2方面军。1945年参加了东普鲁士攻势、东波拉美尼亚攻势、柏林战役。战后，在奥伦堡并入了南乌拉尔军区。
1944年11月，国防委员会下令组建6个内卫军步兵师，担负东欧的警备：内务第57、第58、第59、第60、第61、第62师。随后又组建了内务第63、第64、第65、第66师。
1945年8月，内卫军第3师参加了消灭日本关东军的八月风暴行动。
在第二次世界大战期间，苏联内卫军有10万名官兵牺牲。

#### 内部保卫工作
1941年6月24日，苏联人民委员会赋予内卫军保卫苏联军队的后方的职能，苏联内卫军除了与苏联红军并肩作战外，还承担着抓捕、处决逃兵、维护治安、搜捕纳粹德国渗透者的任务。
仅1941年下半年，苏联内卫军就拘留了685629 人。其中有28064名逃兵、1001名间谍和破坏分子、1019名敌人的保护者和合作者。
在斯大林格勒战役期间，苏联内卫军一共处决了苏联的逃兵13500人。
根据苏联政府的说法，二战期间，苏联内卫军关押、检查的人员有400万余人，查出了敌方情报人员约1.7万人，叛徒8万余人，其他犯罪分子10万余人。 

### 二战后
第二次世界大战结束后，苏联内卫军参与了镇压各地的反苏游击队的任务，包括波罗的海三国的森林兄弟、波兰的家乡军、乌克兰起义军、白罗斯黑猫游击队。
20世纪80年代，苏联内卫军参与了切尔诺贝利核电站事故的处理工作。
1989年4月9日，苏联内卫军镇压了第比利斯的示威活动。